# Xã Nettleton, Quận Craighead, Arkansas
Xã Nettleton (tiếng Anh: Nettleton Township) là một xã thuộc quận Craighead, tiểu bang Arkansas, Hoa Kỳ. Năm 2010, dân số của xã này là 10.657 người.